# 奥廖河畔罗贝科
奥廖河畔罗贝科（義大利語：Robecco d'Oglio），是意大利克雷莫纳省的一个市镇。总面积18.07平方公里，人口2363人，人口密度130.8人/平方公里（2009年）。国家统计（ISTAT）代码为019085。